# Fort Campbell (Gambia)
Fort Campbell war eine Festung auf der Binneninsel Janjanbureh Island im Gambia-Fluss auf dem Gebiet des heutigen westafrikanischen Staates Gambia.
1827 wurde am westlichen Ende der Insel bei Fatota das Fort als Nachfolgebau von Fort George errichtet. Sir Neil Campbell, General-Gouverneur von Sierra Leone, gab den Auftrag für die Errichtung des Forts, das nach ihm benannt wurde. Wie beim Fort George wurde als Baumaterial wahrscheinlich Lehm verwendet. Im darauf folgenden Jahr wurde beschlossen, das Fort George in der Mitte des Nordufers der Insel wieder aufzubauen.
Fort Campbell wurde noch bis 1850 benutzt; es ist nicht bekannt, ob noch Reste erhalten sind.